# Charles Stark Draper
Charles Stark Draper přezdívaný Doc (2. října 1901 – 25. července 1987) byl americký vědec a inženýr, zvaný „otec inerciální navigace“. Byl zakladatelem a ředitelem Instrumentální laboratoře při Massachusettském technologickém institutu (MIT), později přejmenované na Laboratoř Charlese Starka Drapera. Ta umožnila přistání Apolla na Měsíci tím, že pro NASA vytvořila navigační počítač Apollo Guidance Computer.
Charles Stark Draper vystudoval nejprve psychologii na Stanfordově univerzitě, poté elektrochemické inženýrství na MIT, kde získal i doktorát z fyziky. Zde také roku 1939 získal profesuru a na této univerzitě učil a bádal až do odchodu na odpočinek roku 1970.

## Ocenění
V roce 1941 byl Draper přijat do American Academy of Arts and Sciences a v roce 1981 byl uveden do National Aviation Hall of Fame.
Jeho jméno nese Cena Charlese Starka Drapera, kterou každoročně uděluje United States National Academy of Engineering.

## Zajímavost
Bratrancem Charlese Drapera byl Lloyd C. Stark (1886–1972), který byl v letech 1937 až 1941 guvernérem státu Missouri.